# Mandinga
Mandinga este o formație românească de muzică jazz latin, salsa, merengue, latino și cumbia, formată în anul 2002. Formația a câștigat Selecția Națională 2012 cu piesa „Zaleilah” cu 22 de puncte și a reprezentat România la Concursul Muzical Eurovision 2012, fiind pe locul 12.

## Carieră
Trupa a intrat în finala Eurovision 2012 în urma semifinalei de pe 22 mai. Prestația live din concurs a fost afectată de o problemă tehnică. După primele acorduri, solistei i s-a defectat casca de monitorizare prin care auzea negativul melodiei și vocile colegilor. Elena s-a redresat rapid și incidentul nu a afectat prestația Mandinga per ansamblu. Emoțiile au fost spulberate când România a fost prima țară finalistă anunțată de organizatori. În etapa finală, Mandinga s-a clasat pe locul 12 cu 71 de puncte.
La începutul anului 2016, solista trupei, Elena Ionescu a părăsit formația. În 14 martie 2016, Barbara Isasi a devenit noua solistă a trupei. Noile piese vor fi în limba engleză și în spaniolă, iar muzica se va apropia de stilul Pop și R&B (rhythm and blues) cu influențe latino.

## Discografie

### Albume
- 2003: ...de corazón

1. Doar cu tine
2. La Primavera
3. Dacă inima îți bate tare
4. Hai cu noi
5. Spune-mi
6. Mocheta
7. Visez
8. Solo con tigo
9. Visez (remix)
10. La Primavera (remix)
11. Spune-mi (remix)

- 2005: Soarele meu (album)

1. Donde estas
2. Soarele meu
3. De Crăciun
4. Soarele meu (Sunny remix)
5. Vreau
6. Nu, nu. nu
7. Todo
8. O seară
9. Oh, Cango
10. Soarele meu (Giant remix)
11. Vreau să pot visa
12. Intro

- 2006: Gozalo

1. "Goochi" – 3:34
2. "Aventura" – 3:17
3. "Doar tu" – 3:56
4. "Goi" – 3:48
5. "Que bonito" – 3:48
6. "Când sunt cu tine" (feat. Alex) – 4:10
7. "Gozalo!" – 3:39
8. "Con mucho amor" – 3:41
9. "Let Me Know" – 3:27
10. "Coincidencia" – 3:26
11. "Oye como va" – 3:48
12. "Goochi" (Chicanos remix) – 3:35

- 2008: Donde

1. "Intro" – 1:26
2. "Ciorba (de la bunica)" – 4:29
3. "Donde" – 3:52
4. "Muevete" – 3:22
5. "Dor de tine" – 3:06
6. "Cristina" – 2:31
7. "Sin ti" – 3:15
8. "Chico rico" – 3:46
9. "Mi historia" – 3:41
10. "Yo te lo dare" – 4:56
11. "Outro" – 0:41

- 2012: Club de Mandinga

1. "Colours" - 3:11
2. "Tu me das" - 3:43
3. "Love" - 3:12
4. "Party All Night Long" - 3:19
5. "Sufletul zâmbea" - 3:10
6. "Papichulo" - 3:41
7. "Tu quiero" - 3:20
8. "Europarty" - 3:34
9. "Zaleilah (radio edit) - 3:40
10. "Gimme Some More" - 3:00
11. "Dame Dame" - 3:30
12. "Dame Calor" - 3:27
13. "Zaleilah" (Quentin remix) - 6:15

## Single-uri
Single-uri internaționale
| An   | Titlu                                                       | Poziția de top | Poziția de top | Poziția de top | Certificări | Album |
| An   | Titlu                                                       | ROM            | NED)           | SWE            | Certificări | Album |
| ---- | ----------------------------------------------------------- | -------------- | -------------- | -------------- | ----------- | ----- |
| 2012 | "Europarty"                                                 | —              | —              | —              |             |       |
| 2012 | "Zaleilah"                                                  | 2              | 78             | 48             |             |       |
| 2012 | "Papichulo"                                                 | —              | —              | —              |             |       |
| 2013 | "The Mac Mac Song"                                          | —              | —              | —              |             |       |
| 2013 | "La Vita E Bella"                                           | —              | —              | —              |             |       |
| 2013 | "Cinema"                                                    | —              | —              | —              |             |       |
| 2013 | ”Bling”                                                     |                |                |                |             |       |
| 2014 | ”Habibi I Love You” (Ahmed Chawki feat. Pitbull & Mandinga) | -              | -              | -              |             |       |
| 2014 | ”Hello” (feat. Fly Project)                                 | -              | -              | -              |             |       |
| 2015 | ”Adrenalina”                                                |                |                |                |             |       |
| 2016 | ”Aventura” (feat. Erik)                                     |                |                |                |             |       |